# Serock (gmina)
Serock est une gmina urbaine-rurale (gmina miejsko-wiejska) ou mixte de la Powiat de Legionowo dans la Voïvodie de Mazovie, dans le centre-est de la Pologne.
Son siège administratif est la ville de Serock, qui se situe environ 17 kilomètres au nord-est de Legionowo (siège de la powiat) et 34 kilomètres au nord de Varsovie (capitale de la Pologne).
La gmina couvre une superficie de 108,96 km2 pour une population de 11 236 habitants en 2006, avec une population pour la ville de Serock de 3 721 habitants et une population pour la partie rurale de 7 515 habitants.

## Histoire
De 1975 à 1998, la gmina est attachée administrativement à la voïvodie de Varsovie.

Depuis 1999, elle fait partie de la voïvodie de Mazovie.

## Géographie
Outre la ville de Serock, la gmina inclut les villages et les localités de :

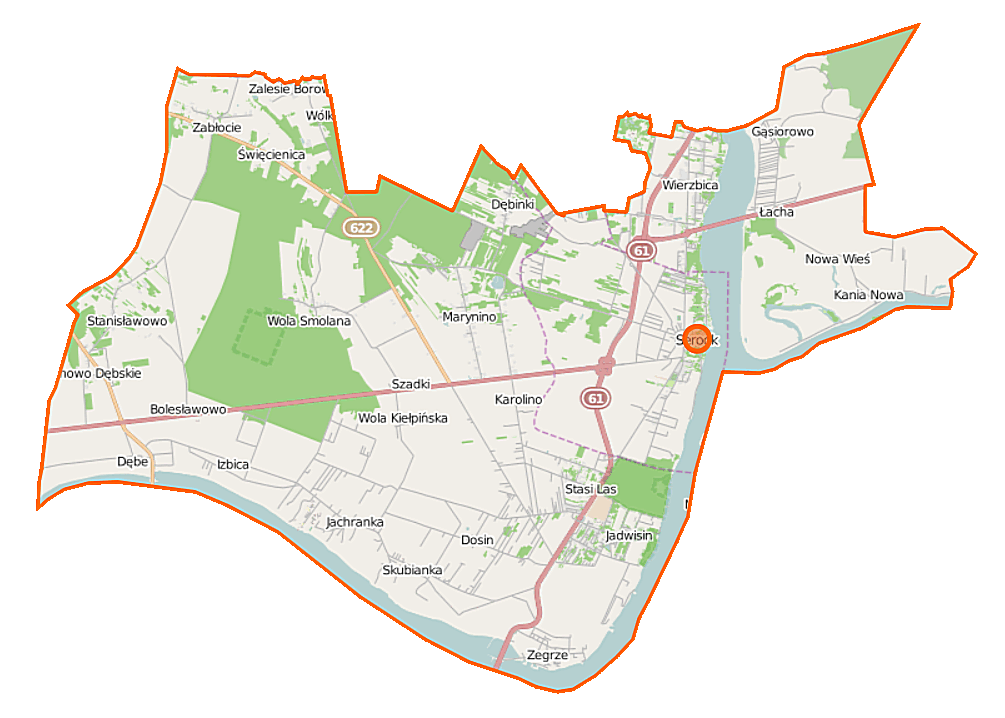
Plan de la gmina

- Bolesławowo
- Borowa Góra
- Cupel
- Dębe
- Dębinki
- Dosin
- Gąsiorowo
- Guty
- Izbica
- Jachranka
- Jadwisin
- Kania Nowa
- Kania Polska
- Karolino
- Łacha
- Ludwinowo Dębskie
- Ludwinowo Zegrzyńskie
- Marynino
- Nowa Wieś
- Skubianka
- Stanisławowo
- Stasi Las
- Święcienica
- Szadki
- Wierzbica
- Wola Kiełpińska
- Wola Smolana
- Zabłocie
- Zalesie Borowe
- Zegrze
- Zegrzynek

### Gminy voisines
La gmina de Serock est voisine des gminy suivantes :
- Nasielsk
- Nieporęt
- Pokrzywnica
- Pomiechówek
- Radzymin
- Somianka
- Wieliszew
- Winnica
- Zatory.

## Structure du terrain
D'après les données de 2002, la superficie de la commune de Serock est de 108,96 km², répartis comme tel :
- terres agricoles : 57 %
- forêts : 20 %

La commune représente 27,95 % de la superficie du powiat.

## Démographie
Données du 31 décembre 2007 :
| description        | Total  | Total | Femmes | Femmes | Hommes | Hommes |
| ------------------ | ------ | ----- | ------ | ------ | ------ | ------ |
| Unité              | Nombre | %     | Nombre | %      | Nombre | %      |
| population         | 11 240 | 100   | 5 714  | 50,8   | 5 526  | 49,2   |
| Densité (hab./km²) | 103,2  | 103,2 | 50,8   | 50,8   | 49,2   | 49,2   |